# Лука Грђић Бјелокосић
Лука Грђић Бјелокосић (Мостар, 1857 — Мостар, 7. октобар 1918) био је самоуки херцеговачки писац и етнолог српског порекла. Познат је и као први херцеговачки етнолог или гатачки Вук Караџић. Писао је приповетке, али се првенствено бавио сакупљањем и записивањем народних умотворина, рецепата и обичаја.

## Порекло
У аутобиографији коју је објавио Владимир Ћоровић 1919. године у Гласнику Земаљског музеја за Босну и Херцеговини, Лука Грђић Бјелокосић о пореклу своје породице пише: „Наша породица је из Домрка у Гацку, али су ми преци поодавно доселили у Мостар. Наше најстарије презиме је Бјелокосићи, али како у Херцеговини много породица има надимак, који се после усвоји, тако је и наша породица мијењала своје презиме, те је данас позната под именом Бухе, изузев наше куће који се зовемо Грђићи”... Осим Луке ни један од његова три брата није се служио презименом Бјелокосић. Верује се да ово презиме потиче од старијих Грђића, јер су били плавокоси.

## Биографија
Лука Грђић Бјелокосић рођен је 1857. године у Мостару, у породици Риста и Ане Грђе. Породица се касније сели у Гацко, где се рађају његова три брата, Војислав, Васиљ и Шћепан. Васиљ и Шћепан, познати у народу и као „гатачке двојнице”, остали су запамћени као културни посленици и политичари.
Основну школу Лука Грђић је завршио у Мостару и као један од најбољих ученика био је одређен да школовање настави у Русији. Родитељи се нису сложили да њихов тада једини син оде од куће, па је његово званично школовање тиме завршено. Своје образовање Лука је даље наставио читајући црквене књиге и народне песмарице. Знао је напамет многе јуначке народне песме као и читав Горски вијенац. Сваку прилику је користио да проширује своје знање и непрекидно се усвршавао. Говорио је три страна језика, перфектно немачки, добро турски, а чак је спремао и речник ромског језика, чији рукопис нажалост није сачуван.
Од малена се бавио трговином. Помагао је родитељима у радњи коју су водили у Мостару, а потом у Гацку. У међувремену је изучио и два заната, пекарски и терзијски. По очевој смрти у Гацку је отворио крчму, како би могао да издржава породицу. Како је био један од најписменијих људи у Гацку тог времена, убрзо је добио чиновнички посао. Државном службом био је премештан у Сарајево, Фојницу, Јајце, Градачац и Сребреницу.
Целог живота био је посвећен просвећивању свог народа. Писао је приповетке, бавио се сакупљањем народних умотворина, записивао народне обичаје и рецепте.
Први светски рат провео је у аустроугарским затворима, прво у Араду а затим у Нежидеру. Из заробљеништва се вратио нарушеног здравља и подлегао је болести током епидемије шпанске грознице. Умро је у Мостару 7. октобра 1918. године. Према сећањима његовог синовца Риста, Мостарци су му приредили величанствен испраћај.

## Просветитељски, етнографски и књижевни рад
Лука Грђић Бјелокосић је, са Аћимом Вишњићем, сином војводе Богдана, отворио школу, што је била прва српска школа у гатачком крају. Даноноћно је радио на тражењу просторија за школу, побољшању услова рада за децу, тражењу правог учитеља. Учествовао је у изградњи цркве и покушају прављења првог певачког друштва у Херцеговини. Иако врло млад, изабран је за председника црквено-школске општине. Заједно са војводом Богданом Зимоњићем решио је аграрно питање у Гацку, питање које је у остатку Босне и Херцеговине решено тек 40 година касније.
Са истим ентузијазмом бавио се и сакупљањем народног блага Херцеговине. Осим тога писао је и приповетке и песме. Узори су му били Вук Врчевић и Вук Караџић, а у писању приповетки Стјепан Митров Љубиша. Прве радове је објавио у Босанској Вили, а затим у Гласнику Земаљског музеја, Караџићу, Нади, Србобрану, Бошњаку, Зори, Просвјети и многим другим часописима. Велики број његових радова преведен је на немачки и објављен у Бечу. За Српску академију наука сакупио је 5.000 речи којих није било у Вуковом рјечнику.
Своје списе сабрао је у три књиге под називом Из народа и о народу. У поговору ове књиге, у обједињеном репринту који је објавила Просвета 1985. године, Хатиџа Крњевић између осталог пише:
| „ | Грђићеви списи имају неоспорну документарну вредност и веродостојност. Он је до танчина познавао предмет којег се латио да опише и тако за свакад сачува, од најситнијих појединости па до прегледних описа целина и записа усмених књижевних форми. Грђић је знао обазриво да зажали, као честит домаћин старинског кова, што време патријархалних облика живота и његових моралних закона пролази, што обичаји губе своју изворност извргавајући се под налетом туђих утицаја и тековина модерне цивилазације. Лепе су и племените његове похвале давнашњим обичајима узајамне испомоћи међу људима, моби и другим облицима у којима се оделотворује благородна људска несебичност и солидарност. Лука Грђић пише без трунке верске искључивости и мржње. Приповеда о народном животу одмерено, течно и спокојно, из непосредне близине и сигурно, не старајући се много да оно што казује буде и језички и стилски без мане. Па чак и у тој недотераној форми има неке старинске привлачности, природног сока и свежине. Ако Грђићу није било дато да се зналачки бави језиком, било му је дато дато да богати матерњи херцеговачки говор непосредно оствари својим казивањима. Његов језик је оличење спонтаности народног говора, али то је и језик народне песме и приче. Грђић је заслужан за очување особености културе усмене речи. | ” |

### Књижевна дела
- Крвнина : истинита приповијетка из народног живота (Сарајево, 1892)[5]
- Стотина шаљивих прича : из српског народног живота у Херцег-Босни (Мостар, 1902)[6]
- Моје цртице (Мостар, 1904)[7]

### Етнографска дела
- Из народа и о народу књ. 1 (Мостар, 1896)[8]
- Из народа и о народу књ. 2 (Мостар, без године издања)[9]
- Из народа и о народу књ. 3 (Нови Сад, 1898)[10]
- Мостар некад и сад (Београд, 1901)[11]
- Српске народне игре из Босне и Херцеговине (Београд, 1907)[12]
- Српска народна јела у Херцеговини и у Босни (Београд, 1908)[13]

### Савремена издања
- Из народа и о народу (обједињено издање, Просвета, 1985)[14]
- Добра хвала : шаљиве народне приче (Bookland, 1908)[15]
- Српска народна јела у Херцеговини и у Босни (PortaLibris, 2022)[16]